# ماكس ماثيوز
ماكس ماثيوز (بالإنجليزية: Max Mathews)‏ هو عالم حاسوب وأستاذ جامعي ومخترع ومهندس أمريكي، ولد في 13 نوفمبر 1926 في كولمبوس في الولايات المتحدة، وتوفي في 21 أبريل 2011 في سان فرانسيسكو في الولايات المتحدة بسبب ذات الرئة.

## وصلات خارجية
- ماكس ماثيوز على موقع ميوزك برينز (الإنجليزية)
- ماكس ماثيوز على موقع ديسكوغز (الإنجليزية)